# Borbás Vince
détári Borbás Vince (Ipolylitke, 1844. július 29. – Kolozsvár, 1905. július 7.) magyar egyetemi tanár, a 19. század legnagyobb magyar botanikusa, rendszertanász, a magyar flóra- és növényföldrajzi kutatás korszerűsítője. Botanikai szakmunkákban nevének rövidítése: „Borb.”.

## Élete
Szegény családban született, ezért csak tizenhat évesen kezdte meg tanulmányait az egri gimnáziumban, ahol nagy hatással volt rá az egri érsek kertésze, Vrabély Márton, a Mátra jeles kutatója. 1868-ban vették fel a pesti egyetemre, ahol 1871-ben Jurányi Lajos mellett a növénytan tanársegédje lett. 1872-től 1902-ig budapesti főreáliskolai tanárként dolgozott, eközben 1874-ben bölcsészdoktorrá avatták, 1880-ban egyetemi magántanárrá, 1898-ban címzetes rendkívüli tanárrá nevezték ki. Az 1874–75. tanévben Berlinben Alexander Braunnál, Innsbruckban Anton Kernernél dolgozott, mindkettő nagy hatással volt rendszertani, ill. növényföldrajzi munkásságára. Számos kutatóutat tett az országban és annak határain kívül is. 1902-től haláláig, a kolozsvári egyetemen a növényrendszertan tanára, majd a botanikus kert igazgatója volt; a régen megérdemelt tanszéket csak élete végén nyerte el. Kolozsváron a házsongárdi temetőben helyezték nyugalomra, ma a Fiumei úti sírkertben nyugszik (19/1-1-5 parcella).

## Munkássága
Rendkívül termékeny kutató volt: 1870 és 1905 között 874 dolgozata jelent meg. Mintegy 2000 új növényalakot írt le és nevezett meg, ezek jelentékeny része ma is érvényes. Például 1882-ben ő írta le a ritka magyar tulipánt (Tulipa hungarica), valamint 1897. január 13-án ő mutatta be a pilisi lent (Linum dolomiticum) a Természettudományi Társulat ülésén amely reliktum fajként kizárólag Magyarországon él. A rá jellemző rendkívül magas szakmai színvonalat mutatja az is, hogy felismerte, az újonnan talált növényfaj legközelebbi rokona egy görögországi lenfaj, a Linum elegans. Tisztelői számos növényfaj mellett a Borbásia folyóiratot is róla nevezték el. Rendszertani munkáiban a korszerű származástani eszméket alkalmazta; ezek közül legnagyobb a rózsa-monográfiája.
Ő dolgozta ki részletesen az Anton Kerner által fölvetett Ősmátra-elméletet (a homokpuszták hegyről füvesedésének elméletét). Új gondolatokkal járult a fajok keletkezésének, a növénytársulások fejlődésének megértéséhez és más rokon kérdések megoldásához. Sokoldalú, széles látókörű, eredeti, intuitív tudósként negyven éven át ő volt a magyar flóra legjobb ismerője.

## Fontosabb művei
- Pestmegye flórája… (Pest, 1872);

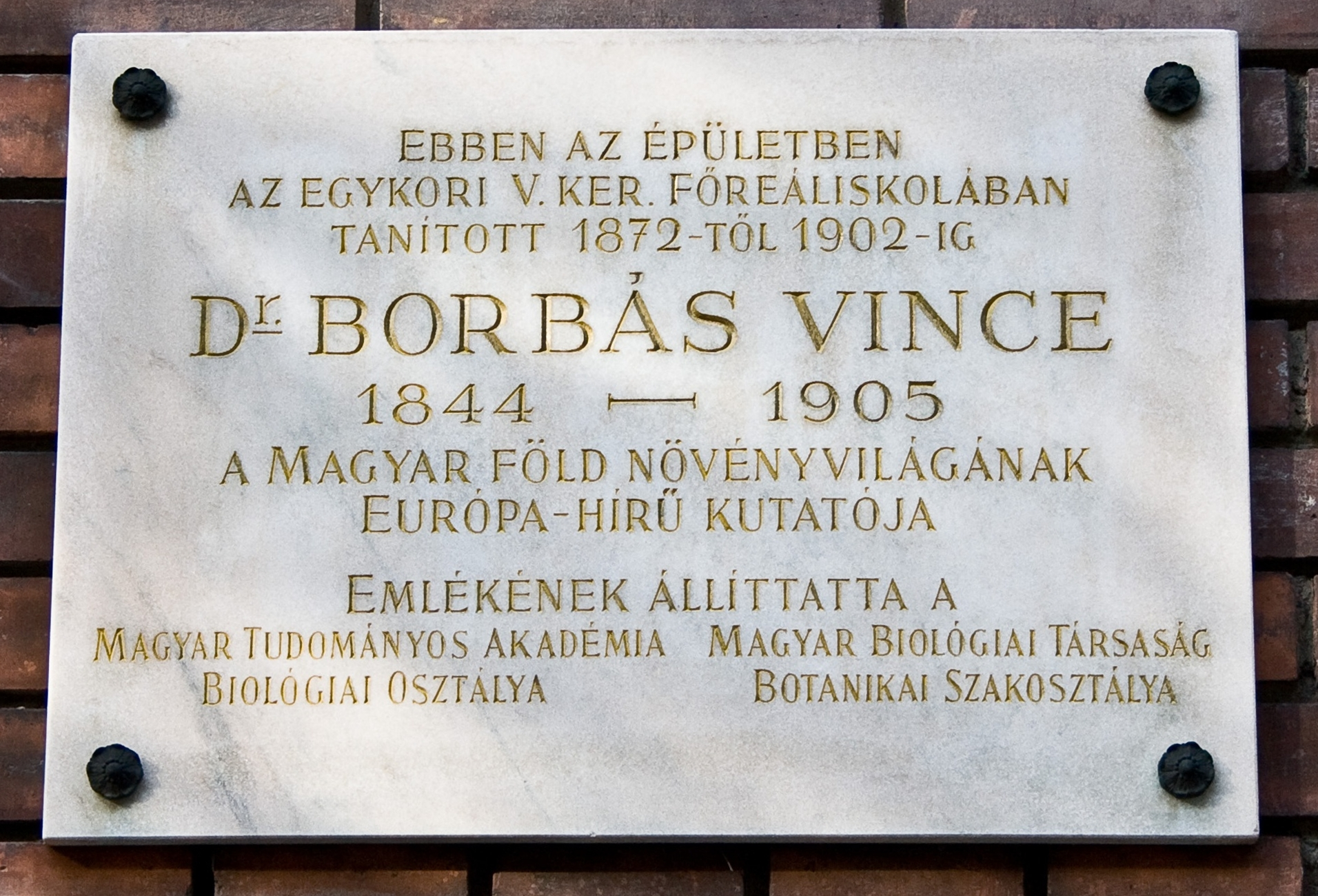
Emléktáblája a budapesti Markó utcában

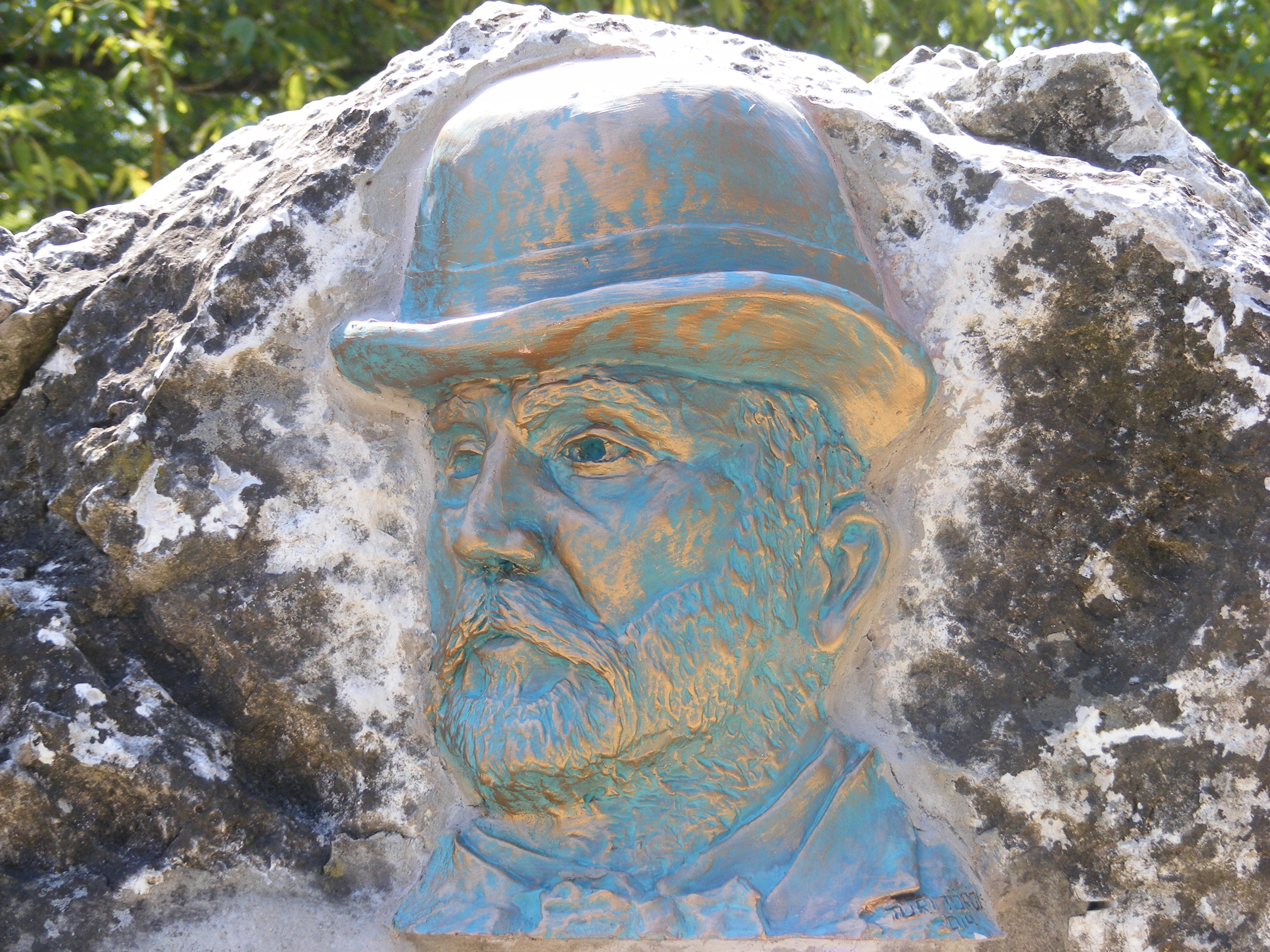
Emlékkő Keszthelyen a Borbás Vince sétányon

- Jelentés a Bánság területén végzett növénytani kutatásokról (Bp., 1874);
- Adatok a sárga virágú szegfüvek és rokonaik systematicai ismeretéhez (Bp., 1876) Mathematikai és természettudományi közlemények 13. évf. 1. sz./1876 187-216 o.;
- Adatok Arbe és Veglia szigetek nyári flórája közelebbi ismeretéhez (Bp., 1877) Mathematikai és természettudományi közlemények 14. évf. 7. sz./1877 365-436 o.;
- Vizsgálatok a hazai Arabisek és egyéb Cruciferák közül (Bp., 1878);
- Floristikai közlemények… (Bp., 1878);
- Floristicai adatok (Roripák)… (Bp., 1879);
- A hazai Epilobiumok ismeretéhez (Bp., 1879);
- Budapest és környékének növényzete (Bp., 1879);
- A magyar birodalom vadon termő rózsái monográfiájának kísérlete (Bp., 1880);
- Az elzöldült szarkaláb, mint morphologiai útmutató (Bp., 1881);
- Békés vármegye flórája (Bp., 1881);
- Az Aquilegiák rendszere és földrajzi elterjedése (Bp., 1882);
- Temesmegye vegetációja (Temesvár, 1884);
- A magyar homokpuszták növényvilága mag a homokkötés (Bp., 1886);
- Vasvármegye növényföldrajza és flórája (Szombathely, 1888);
- Közép-Európa, különösen Magyarország kakukfüveinek ismertetése (Bp., 1890);
- A szerbtövis hazája és vándorlása (Bp., 1893) Mathematikai és természettudományi közlemények 25. kötet/1894 485-580 o.;
- A Balaton tavának és partmellékének növényföldrajza és edényes növényzete (Bp., 1900);
- Revisio Knautiarum (Kolozsvár, 1905).

## Hagyatéka
Értékes herbáriumának sajnos csak töredéke maradt fenn. A második világháború végén a front közeledtével a gyűjteményt vidékre menekítették, azonban a helyi lakosok tudatlanságból és a nélkülözés nyomására, tüzelőnek és alomnak használták fel a gyűjtemény nagy részét. A harcok elmúltával, a háború után a gyűjtemény 1/5-ödét sikerült helyreállítani, ami az Eötvös Loránd Tudományegyetem Növényrendszertani Intézetébe került. A gyűjtemény ma, a Magyar Természettudományi Múzeum Herbarium Carpato-Pannonicum gyűjteményének része. Érdekesség, hogy a 2016-ban életre keltett 131 éves tekert csüdfű (Astragalus contortuplicatus) magja, ebből a Borbás Vince által végzett (1883) gyűjtésből származik.

## Emlékezete

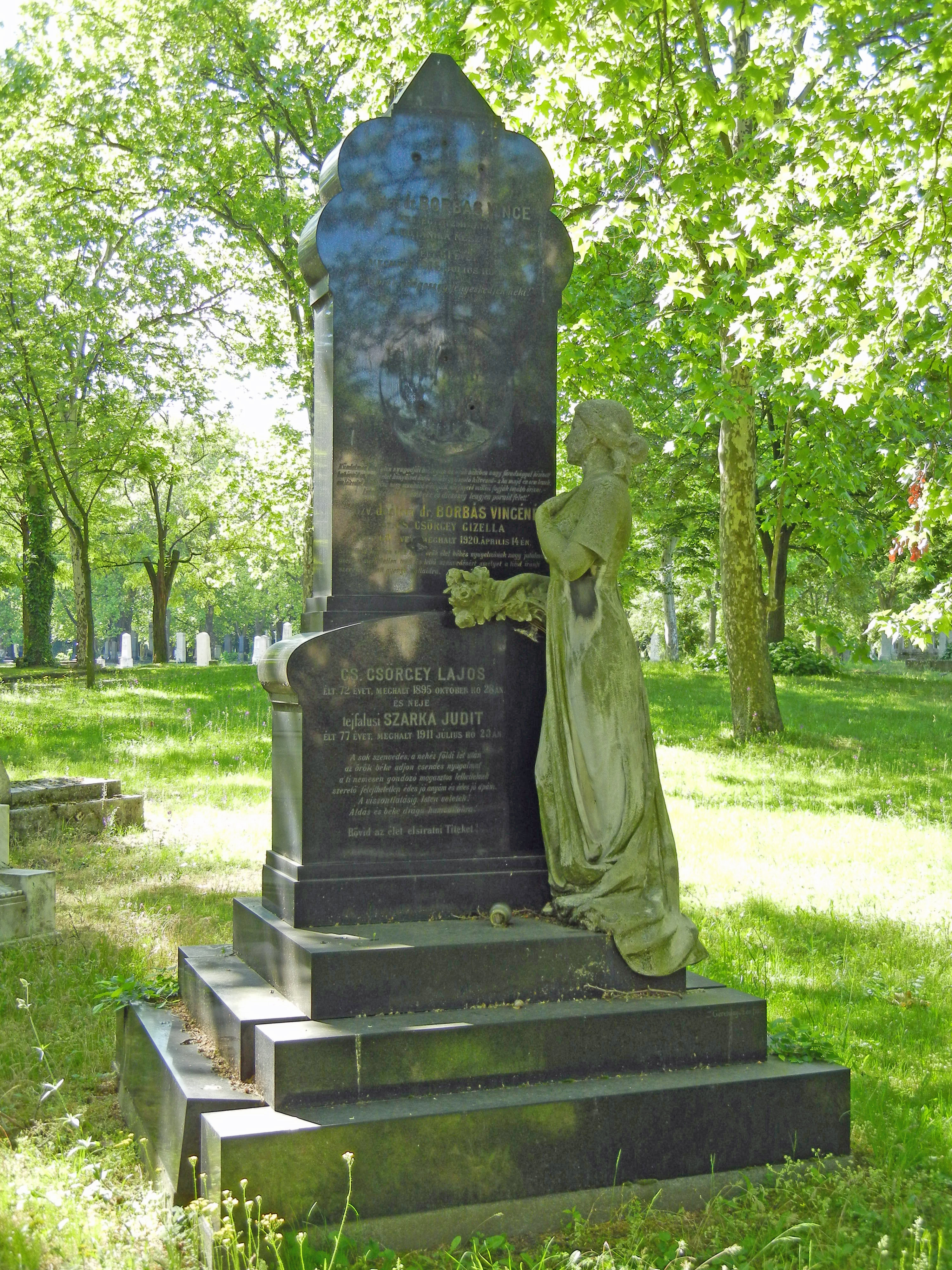
Sírja a Fiumei úti sírkertben, 2013-ban (19/1-1-5). Gerenday cég műve, 1913 előtt.

Borbás Vince emlékét őrzi számos közterület és köztéri műalkotás. Litkén emléktábla jelzi egykori szülőházának helyét és utcát neveztek el róla. Budapesten a Népliget egy sétánya kapta róla a nevét, valamint Keszthelyen az egyik parti sétányt nevezték el róla, ahol megtekinthető az őt ábrázoló emlékkő. Borbás Vince szobor áll Salgótarján, Baglyas-kő Vár Természetvédelmi Látogatóközpontban és Borbás Vince emlékét őrzi az Európa Diplomás Szénások terület, ahol a legértékesebb dolomithegyet Borbás-gerincnek nevezik.
Róla elnevezett fajok:
- (Fabaceae) Lotus borbasii Ujhelyi
- (Caprifoliaceae) Lonicera borbasiana (Kuntze) Degen
- (Rubiaceae) Asperula borbasiana (Korica) Korica
- (Lamiaceae) Mentha × borbasiana Briq.

[ synon. = Mentha × dalmatica Tausch ]
- (Hypericaceae) Hypericum borbasii Formánek

[ synon. = Hypericum tetrapterum Fr. ]